# Skalmierzyce
Skalmierzyce (Duits: Alt-Skalden) is een dorp in de Poolse woiwodschap Groot-Polen. De plaats maakt deel uit van de gemeente Nowe Skalmierzyce.

## Geboren in Skalmierzyce
- Dr. Gunther von Hagens (geboren als Gunther Gerhard Liebchen op 10 januari 1945), Duitse anatoom.